# Nõo
Nõo és un petit municipi (en estonià alevik) al comtat de Tartu, al sud d'Estònia. Es troba a uns 15 km al sud-oest de la ciutat de Tartu pel ferrocarril Tartu–Valga–Riga i la ruta europea E264 (també coneguda com a Via Hanseàtica). Nõo és el centre administratiu de la parròquia de Nõo. Segons el cens de 2011, la població de l'assentament era de 1.492 habitants.
Nõo va ser esmentada per primera vegada el 1319 com a Nughen i com a parròquia separada de l'església el 1483, durant els temps en què pertanyia al bisbat de Dorpat. Es creu que l'església luterana de Nõo St. Laurence va ser construïda entre els anys 1250 i 1260.
Segons Bengt Gottfried Forselius, l'escola va tenir lloc a Nõo el 1686. Des de 1688 una escola parroquial local funciona a Nõo. L'any 1953 es va reorganitzar l'escola de primària com a secundària. El 1965 es va establir un centre d'informàtica, l'escola va rebre el primer ordinador escolar de l'⁣URSS⁣: l'⁣Ural-1. L'any 1994 l'escola Nõo es va separar entre l'Institut de secundària de Ciències de Nõo (Nõo Reaalgümnaasium) i l'escola de primària de Nõo  (Nõo Põhikool).

## Persones notables
- Jaak Järv (1852–1920), escriptor i periodista; va treballar com a professor a l'escola de Nõo
- Helen Klaos (Helen Reino, nascuda el 1983), jugadora de bàdminton
- Juhan Kotkas (1878–1963), violista i compositor; va néixer a Nõo
- Aleksander Läte (1860–1948), compositor; va treballar a l'escola de Nõo del 1883 al 1900
- Martin Lipp (1854–1923), poeta; va ser pastor de l'església de Nõo
- Ado Reinvald (1847–1922), escriptor; va viure a Nõo
- Harald Tammur (1917–2001), pastor luterà de l'església de Sant Llorenç de Nõo des de 1954 fins al 1979
- Eduard Tubin (1905–1982), compositor i director d'orquestra; va treballar com a professor a l'escola de Nõo

## Galeria

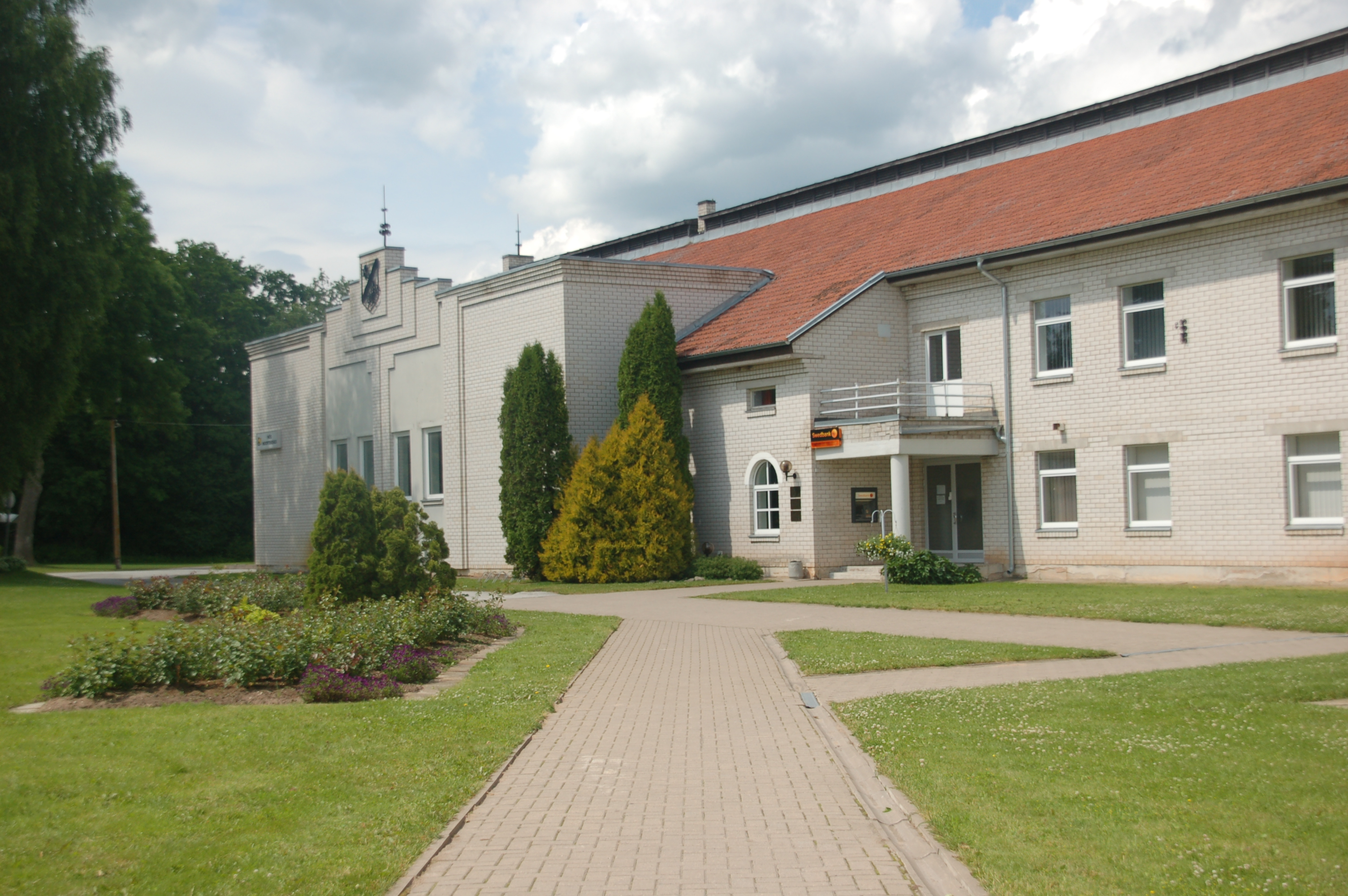
Nõo biblioteca i edifici municipal
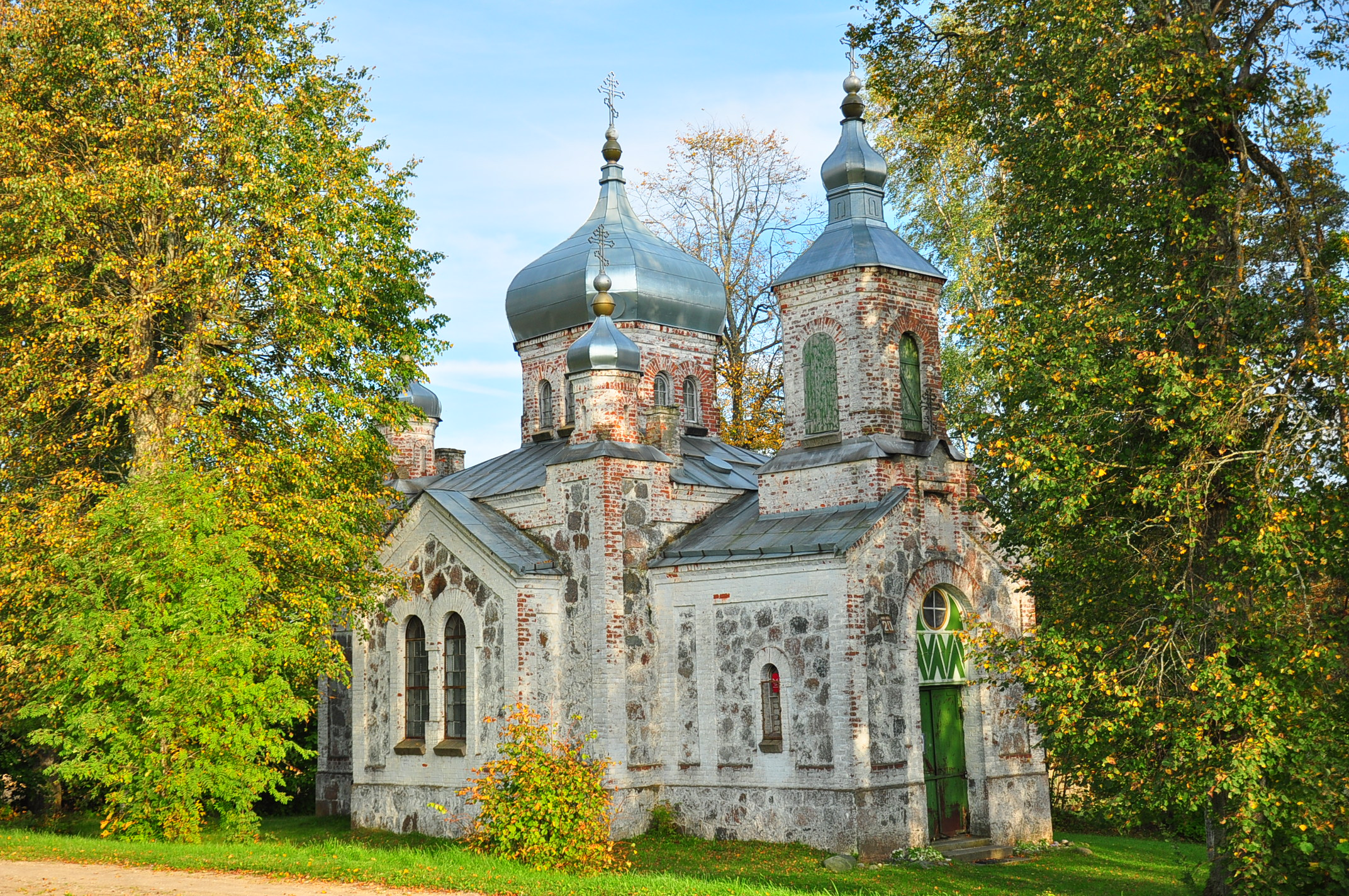
Església ortodoxa de la Santíssima Trinitat de Nõo